# 加尔加洛
加尔加洛（義大利語：Gargallo），是意大利诺瓦拉省的一个市镇。总面积3平方公里，人口1826人，人口密度608.7人/平方公里（2009年）。ISTAT代码为003070。